# Alekszandr Andrejevics Ivanov

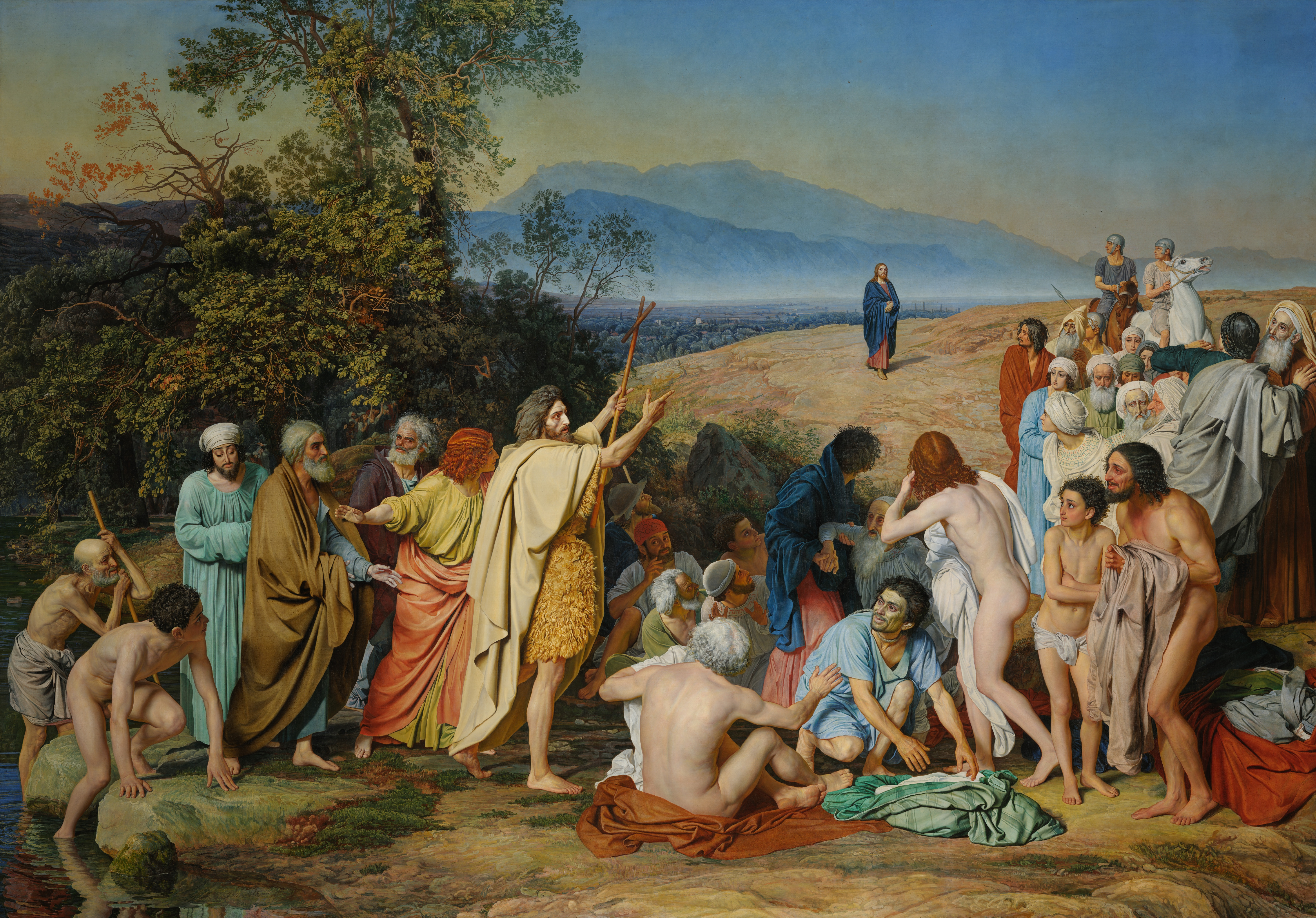
A Messiás megjelenése az emberek előtt (1837–1858)

Alekszandr Andrejevics Ivanov (oroszul: Александр Андреевич Иванов; Szentpétervár, 1806. július 28. – Szentpétervár, 1858. július 15.) orosz történelmi festő. Témáit az antik mitológiából, bibliai történetekből merítette, arcképeket, életképeket, tájképeket is festett. Sokoldalú tehetség volt, főleg rajzaiban, vázlataiban feszegette az akadémikus klasszicizmus kereteit.

## Életpályája
Orosz művészcsaládból származott, atyja Andrej Ivanovics Ivanov (1772-1848) szintén történelmi festészettel foglalkozott, s a pétervári Művészeti Akadémián tanított, fiának is ő volt a mestere. Aleszandr Ivanov szintén a történelemből merített ihletet. Már hallgató korában festett művei is az orosz klasszicizmus legjobb alkotásai közé tartoztak, köztük Priamos Hektor tetemét kéri Achillestől (1824). A Művészeti Akadémia elvégzése után ösztöndíjjal Rómába ment, s a továbbiakban 28 évig élt és alkotott az „örök városban.”
Apolló, Kiparisz és Jácint című képén az antik szépségeszményt jeleníti meg, amelyet szerencsésen ötvöz naturalista megfigyeléseivel. Rómában kötött barátságot Nyikolaj Vasziljevics Gogol íróval és itt ismerte meg a Názáreti Jézus történetét, erősen a hatása alá került. Nagy képekhez keresett bibliai történeteket, foglalkoztatta a József és testvérei téma, de ebből csak egy téma került vászonra még diák korában, József a börtönben, e képpel, s fent említett mitológiai képeivel nyert akadémiai kitüntetéseket.
Rómában megfestette Krisztus megjelenik Magdolnának a feltámadás után című képét (1834-35). Sikeresen szerepelt e képével egy római kiállításon, ezután a képet hazaküldte a pétervári Művészeti Akadémiának. A képet ma a szentpétervári Orosz Múzeumban őrzik.
Fő műve, remekműve A Messiás megjelenése az emberek előtt című, 1837-1858-ig festette, több mint 600 rajzot és vázlatot készített hozzá. A festmény 40 négyzetméteren tárul elénk. A parton a Jordán folyó, ahol az emberek éppen befejezték a rituális fürdést, s Keresztelő Szent János beszél hozzájuk, hirdeti Krisztus eljövetelét, s Krisztus jön feléjük a dombon... A képet ma az Állami Tretyjakov Galériában őrzik.
Aktképein és tájképein (A Nápolyi öböl látványa Castellammare di Stabia felől) a plein air stílus felvetéséig is eljutott, gyakorolta a szabadban való festést. 1857-ben tért haza Szentpétervárra, 1858-ban kolerában halt meg.

## Emlékezete
Tiszteletére emlékbélyegeket adtak ki a Szovjetunióban (1956; 1976) arcképével és festményrészlettel. Pénzérméken jelentette meg arcképét az Orosz Bank, a kétrubeles pénzérme hátoldalán. Portrészobrot is emeltek tiszteletére Szentpéterváron a Mihajlovszkij parkban.

## Művei (válogatás)
- Priamos Hektor tetemét kéri Achillestől (antik mitológia, 1824)
- József a börtönben (történelmi kép, 1827)
- Apolló, Kiparisz és Jácint (antik mitológia, 1931-34)
- Krisztus megjelenik Magdolnának a feltámadás után (történelmi kép, 1835)
- A Messiás megjelenése az emberek előtt (történelmi kép, 1837-1858)
- Ave Maria (életkép, 1839)
- Gogol arcképe (1847)[3]
- A Nápolyi öböl látványa Castellammare di Stabia felől (tájkép)
- Via Appia naplementekor (tájkép, 1848)

## Galéria

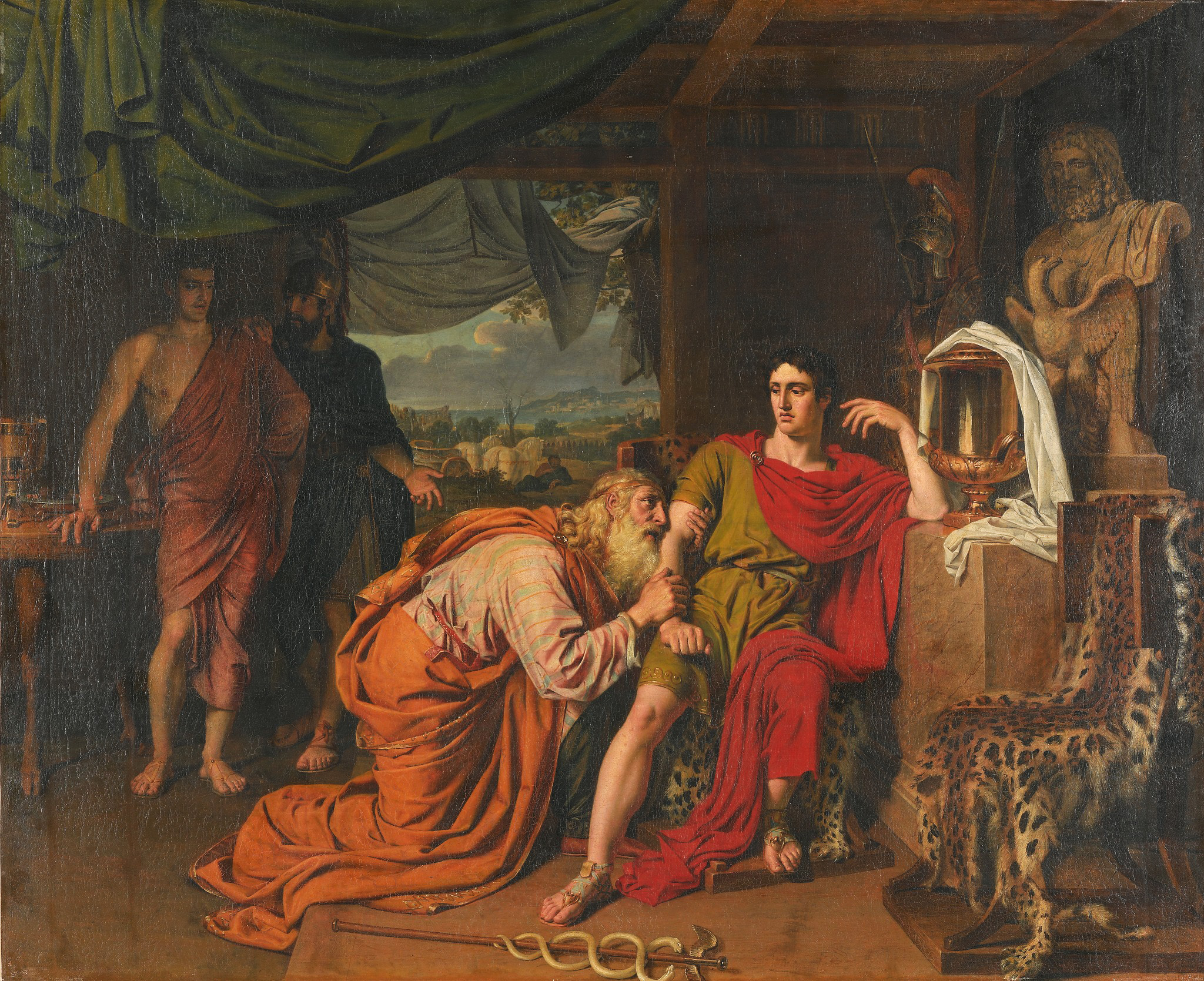
Priamos Hektor tetemét kéri Achillestől (1824)
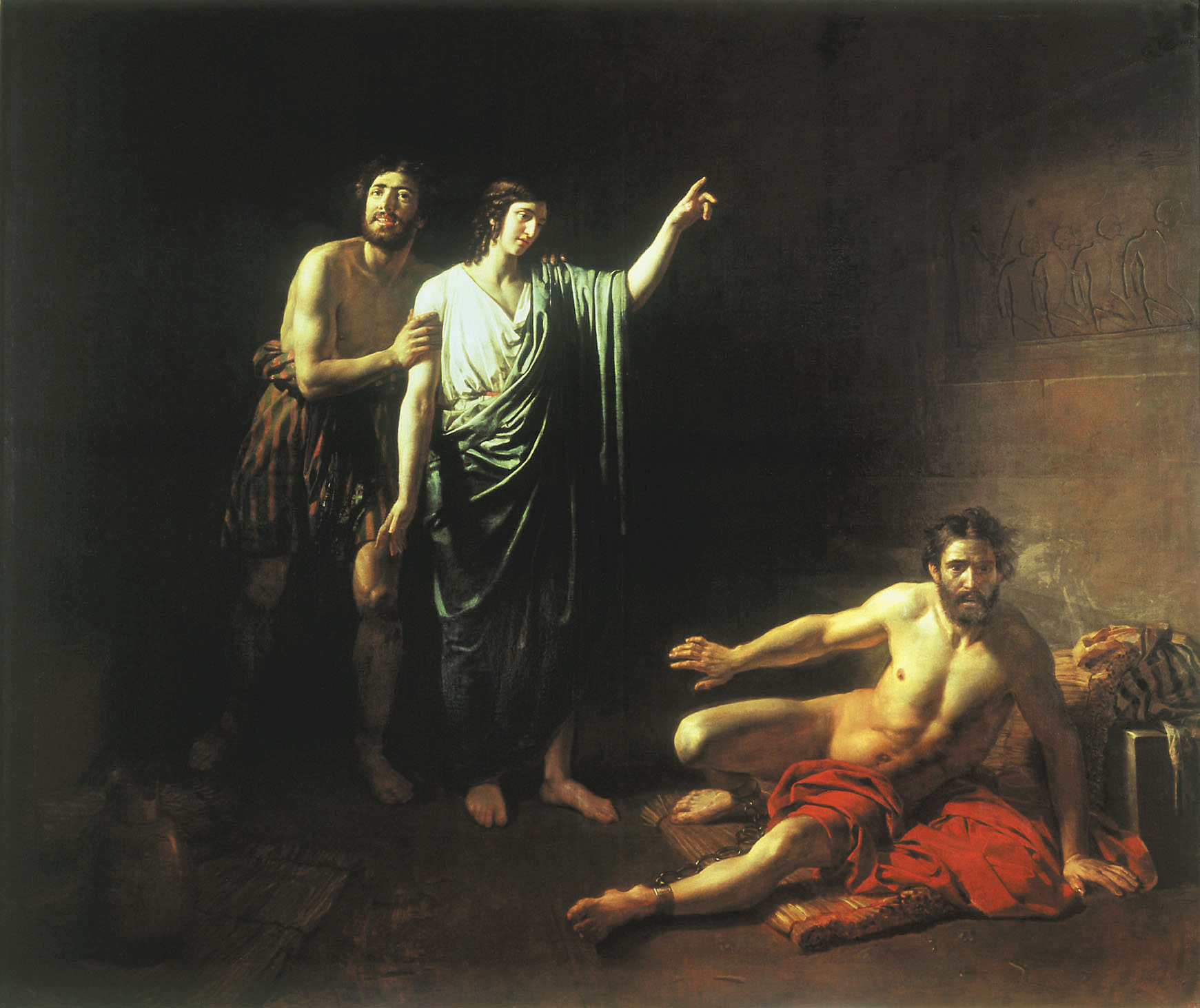
József a börtönben (1827)
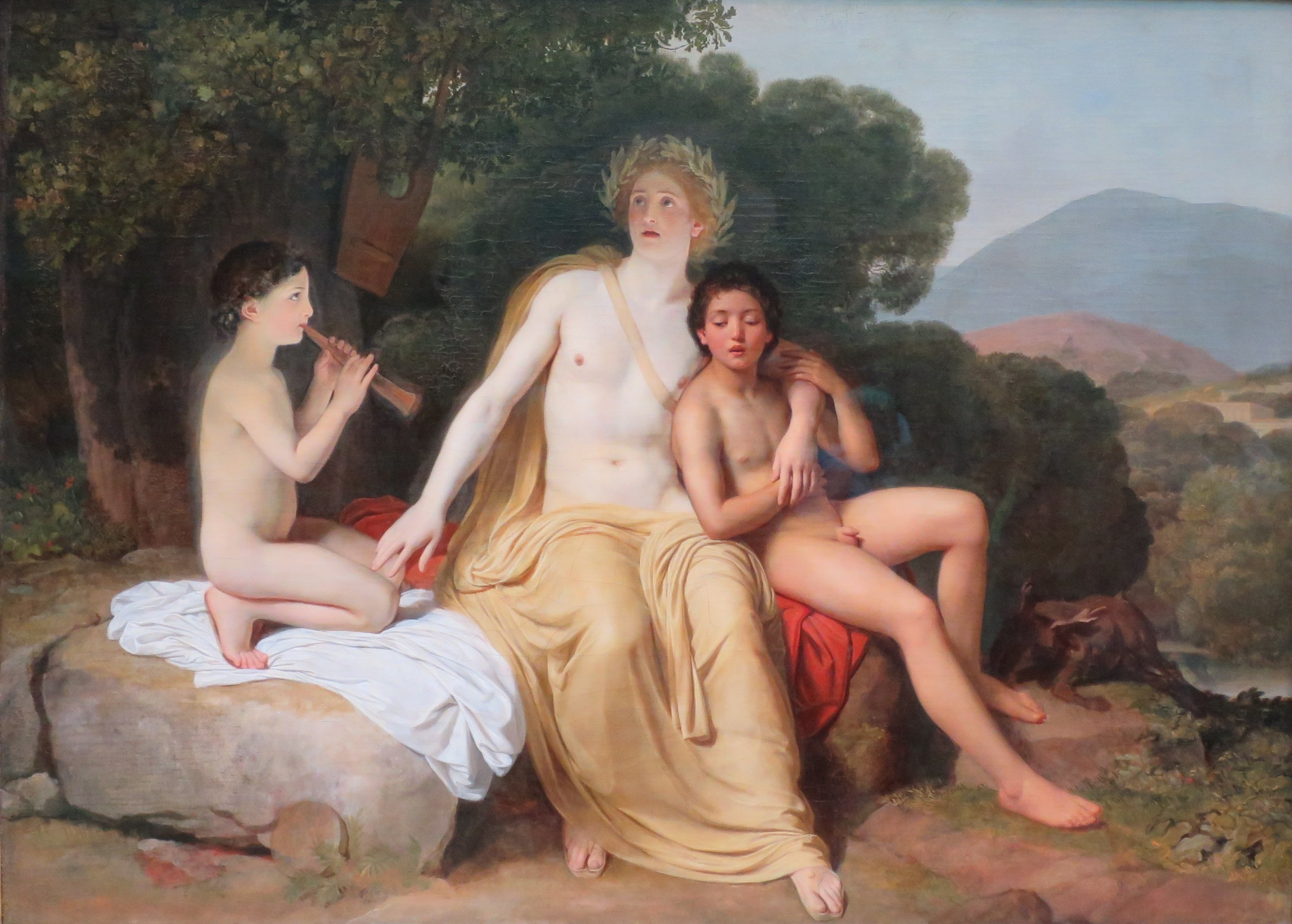
Apolló, Kiparisz és Jácint muzsikál és énekel (1831-34)
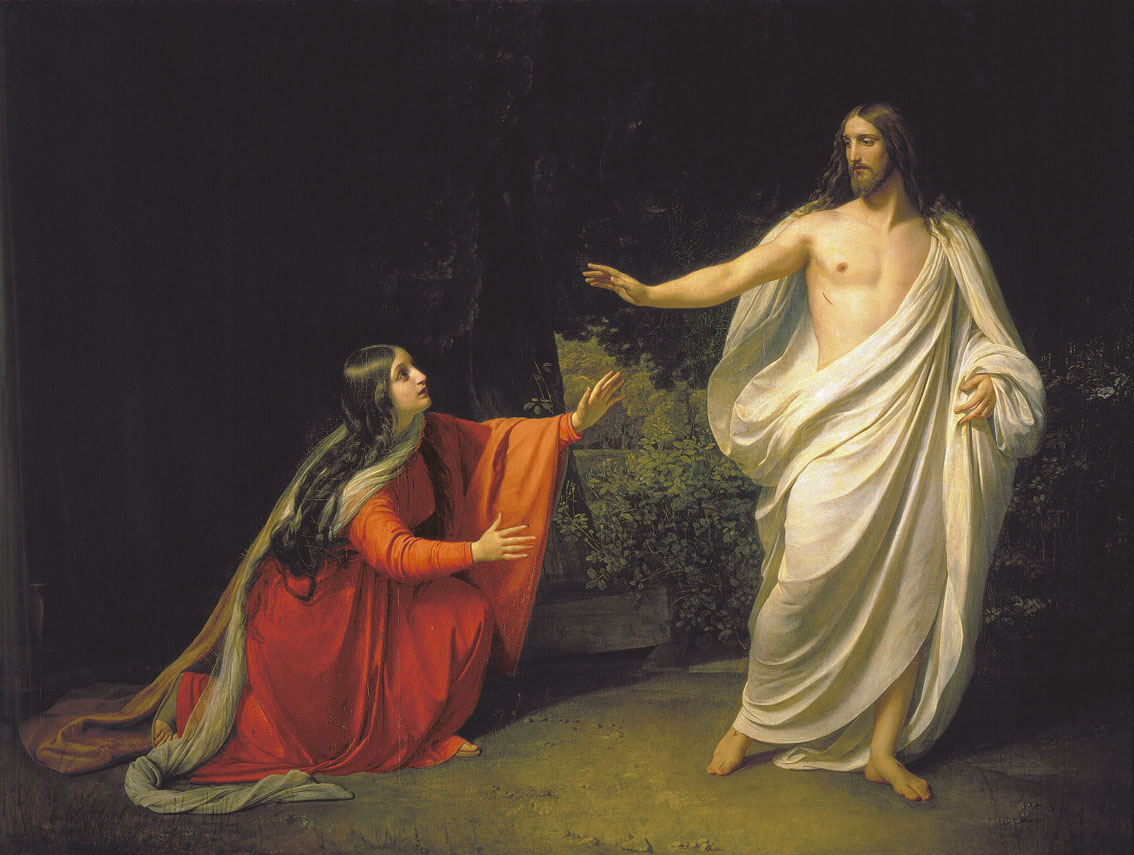
Jézus Krisztus megjelenik Mária-Magdolnának a feltámadás után (1835)
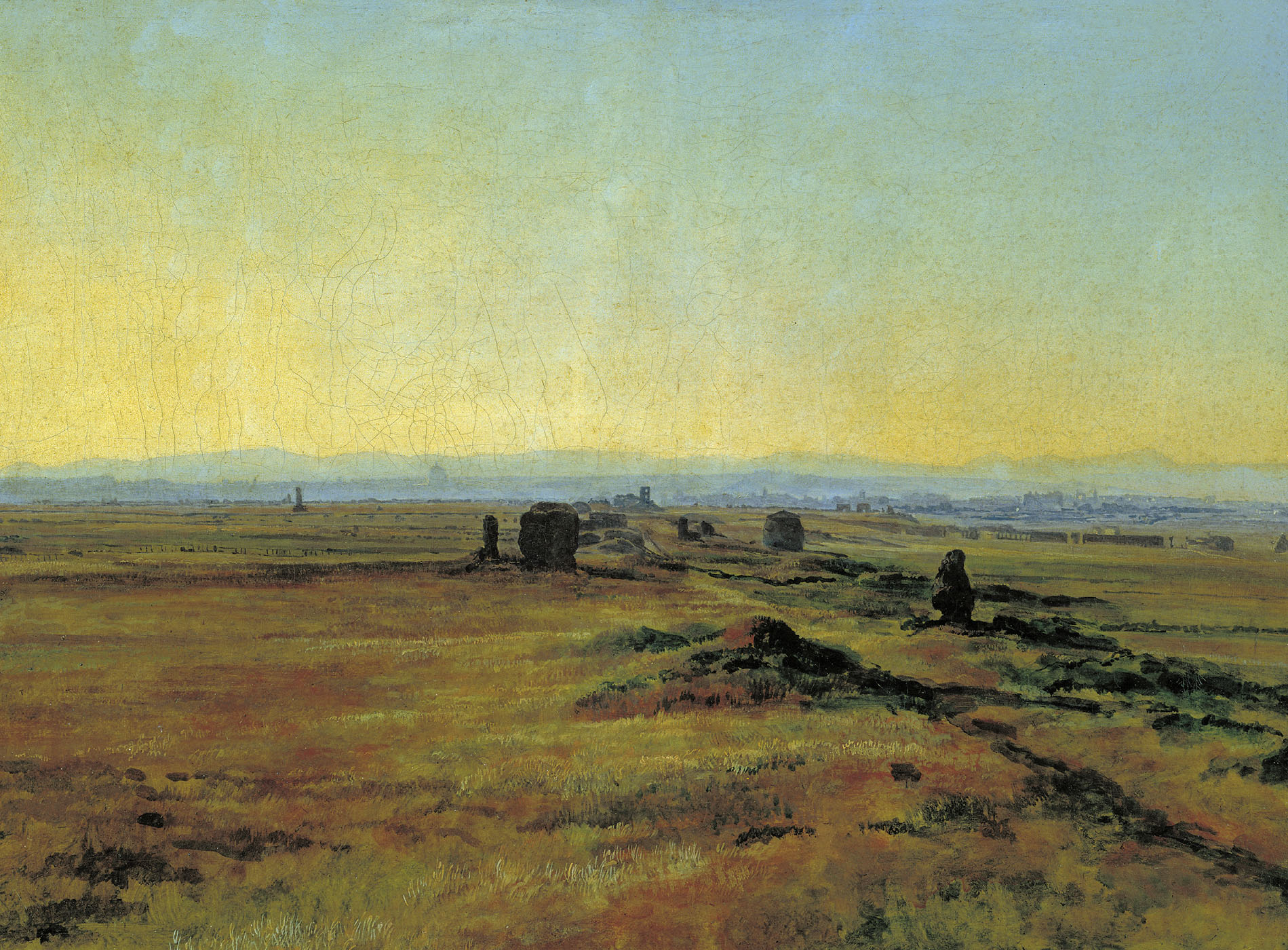
Via Appia naplementekor (1848)